# D0

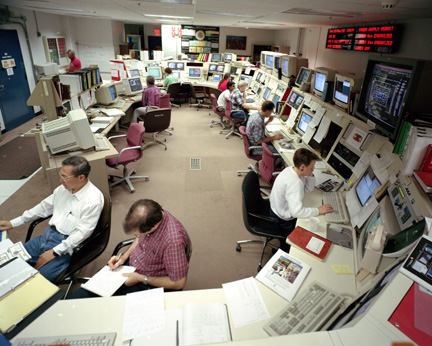
Sala de control de DØ

L'experiment DØ (a voltes escrit D0 o DZero) és una col·laboració internacional de físics de partícules que, junt a l'experiment CDF, va ser operativa al col·lisionador Tevatron del laboratori Fermilab a Batàvia (Illinois, EUA) des del 1989 fins al 2011
La recerca de D0 està focalitzada en l'estudi precís de les interaccions i partícules elementals, descrites pel model estàndard, en col·lisions de protons i antiprotons a energies en el centre de massa de fins a 1.96 TeV. L'experiment va descobrir (juntament amb CDF) el quark cim el 1995, i les oscil·lacions dels mesons B.